# Preussen (svenskt generalguvernement)
För andra betydelser, se Preussen (olika betydelser).
Preussen var mellan 1626 och 1635 samt mellan 1655 och 1660 namnet på två svenska generalguvernement vid sydöstra Östersjön. Residensstad var Elbing (nuvarande Elbląg).

## Historia

### 1626-1635
Det första generalguvernementet bestod av en kustremsa som i norr gränsade till Kurland och i sydväst till Danzig (nuvarande Gdańsk). Flera hamnstäder med stora tullinkomster hade erövrats av Sverige i kriget mot Polen 1600-1629. Vid stilleståndet i Altmark (nuvarande Stary Targ i Pommerns vojvodskap) med Polen 26 september 1629 fick Sverige besittningsrätten på sex år över Livland liksom merparten av erövringarna i Västpreussen under samma tid. Genom fördraget i Fischhausen med Brandenburg 16 november samma år kunde Sverige behålla flertalet av erövringarna i Ostpreussen som pantlän.

#### Ostpreussen
I det ostpreussiska området ingick:
- Staden Memel (litauiska Klaipėda) med utloppet för floden Dange (litauiska Danė), i nuvarande Litauen.
- Kuriska näset (litauiska Kuršių nerijà; ryska Kurskaja kosa; tyska Kurische Nehrung), nu delat mellan Litauen och det ryska oblastet Kaliningrad. Med orterna Neringa och Nidden (litauiska Nida), i nuvarande Litauen.
- Orterna Fischhausen (ryska Primorsk), Lochstädt (ryska Pawlowo) och Pillau (ryska Baltijsk), samtliga nu i Kaliningrad. Pillau är hamnstad med inloppet till havsviken Frisches Haff (polska Zalew Wiślany; ryska Kaliningradskij Zaliv).
- Frische Nehrung (polska Mierzeja Wiślana; ryska Baltisjkaja Kosa), nu delat mellan det polska vojvodskapet Warmia-Mazury och Kaliningrad.
- Härutöver hade Sverige tullinkomsterna från de kurländska hamnstäderna Libau (lettiska Liepāja) och Windau (lettiska Ventspils).

Med Memel kontrollerades havsviken Kurisches Haff (litauiska Kuršių marios; ryska Kursjskij Zaliv) och utloppet för floden Memel (litauiska Nemunas) med förbindelse till Vilnius.
Till 1629 hölls även:
- Staden Wormditt (polska Orneta) vid Passarges (polska Pasłęka) biflod Drewenz (polska Drwęca), i nuvarande Warmia-Mazury.
- Staden Mehlsack (polska Pieniężno) vid floden Walsh (polska Wałsza), i nuvarande Warmia-Mazury.

#### Västpreussen
I det västpreussiska området ingick flera orter i landskapet Ermland (polska Warmia):
- Staden Braunsberg (polska Braniewo) med utloppet för Passarge, i nuvarande Warmia-Mazury.
- Staden Elbing med utlopp för floden med samma namn (polska Elbląg) samt Wisłas (tyska Weichsel) biflöde Nogat, i nuvarande Warmia-Mazury.
- Städerna Frauenburg (polska Frombork) - efter 1629 endast hamnen - och Tolkemit (po Tolkmicko), vid Frisches Haffs södra strand, i nuvarande Warmia-Mazury.

Därmed blev även staden Königsberg (nuvarande Kaliningrad) med floden Pregel (ryska Pregolja) instängd bakom svenskt territorium.
I landskapet Pommerellen (Lillpommern; polska Pomorze Gdańskie) ingick:
- Halvön Montauer spitz (polska Cypel Mątowski), där Wisła och Nogat delar sig, i nuvarande Pommerns vojvodskap. Platsen befästes av de svenska trupperna.
- Deltaområdena Großes Werder (polska Wielkie Żuławy) mellan Wisła och Nogat, samt Fischauer Werder (polska Żuławy Fiszewskie) i Nogat intill Marienburg (polska Malbork), i nuvarande Pommerns vojvodskap.
- Dessutom tullinkomsterna från Danzig.

Till 1629 hölls även:
- Staden Marienburg.
- Städerna Stuhm (polska Sztum) och Dirschau (polska Tczew) vid Wisła, i nuvarande Pommerns vojvodskap.
- Staden Strasburg (polska Brodnica) vid Wisła, i nuvarande Kujavien-Pommerns vojvodskap.

Vid stilleståndet i Stuhmsdorf 1635 fick Sverige lämna de ostpreussiska områdena till Brandenburg och de västpreussiska till Polen, men fick i gengäld behålla Livland på ytterligare 26 år.

### 1655-1660
Under Karl X Gustavs polska krig 1655-1660 intogs på nytt delar av Västpreussen: städerna Elbing, Braunsberg, Marienburg, Stuhm och Dirschau. Dessutom städerna Altmark, Konitz (polska Chojnice) och Mewe (polska Gniew), i nuvarande Pommerns vojvodskap; samt Thorn (polska Toruń) och Graudenz (polska Grudziądz) vid Wisła, i nuvarande Kujavien-Pommerns vojvodskap. Slutligen den befästa halvön Danziger haupt (polska Główce Gdańskiej) intill Dirschau vid Wisłas utlopp. År 1656 kontrollerade Sverige som mest dåvarande vojvodskapen Kulm (polska Chełmno), Marienburg och Pommerellen utom Danzig och biskopsdömet Ermland.
Vid denna tid var Ostpreussen Brandenburgs län under Polen. Vid fördraget i Königsberg 7 januari 1656 och fördraget i Marienburg 15 juni samma år gjorde Sverige och Brandenburg upp om att provinsen istället skulle vara län under Sverige och att Sverige skulle få hälften av tullinkomsterna. Redan vid fördraget i Libau 10 november 1656 löstes Brandenburg från detta avtal. Vid traktaten i Elbing 1 september 1656 med Nederländerna avstod Sverige från alla angrepp mot Danzig. Annars hade Sverige kunnat behärska hela den polska östersjökusten från Hinterpommern till Ostpreussen.
Från 1658 till 1660 rådde krig mellan Sverige och Brandenburg. Vid freden i Oliwa med Polen och Brandenburg 1660 fick Brandenburg suveränitet över Ostpreussen. Polen fick tillbaka alla områden i Västpreussen och avsade sig i gengäld anspråken på Livland och på den svenska tronen.